# Thorsten Röcher
Thorsten Röcher (* 11. Juni 1991 in Neunkirchen) ist ein österreichischer Fußballspieler und Futsalspieler auf der Position eines Stürmers.

## Karriere

### Fußball
Thorsten Röcher entstammt einer fußballbegeisterten Familie. Bereits sein Vater Erich senior spielte auf der Position eines Stürmers, wagte jedoch nie den Sprung in den Profibereich und hielt bis zum Karriereende, bis auf ein paar Jahre in Schlöglmühl, seinem Stammverein SV Gloggnitz die Treue. Auch seine beiden älteren Brüder Erich junior und Jürgen spielen aktiv Fußball. Nachdem Thorsten schon als Kleinkind dem Ball nachjagte, begann er im Alter von sieben Jahren beim SV Gloggnitz vereinsmäßig Fußball zu spielen. Einige Jahre hindurch war dort sein Vater zugleich auch sein Trainer. Beim SV Gloggnitz durchlief er auch die verschiedenen Altersstufen.
Da er in den Jugendklassen sehr treffsicher war, war es nur eine Frage der Zeit, ehe er von Trainer Andreas Wastl, einem ehemaligen Spieler des 1. Wiener Neustädter SC in die Kampfmannschaft aufgenommen wurde. Bereits als 15-Jähriger kam der beidbeinige Angreifer zu einigen Kurzeinsätzen in der Kampfmannschaft. In der Saison 2006/07 stieg Thorsten Röcher definitiv in den Kader der ersten Mannschaft auf und konnte in 30 Spielen gleich 12 Treffer erzielen. In der Saison 2007/08 stieg er mit der SV Gloggnitz aus der 1. Klasse Süd in die Gebietsliga auf. In jener Saison erzielte er in 25 Spielen 18 Treffer.

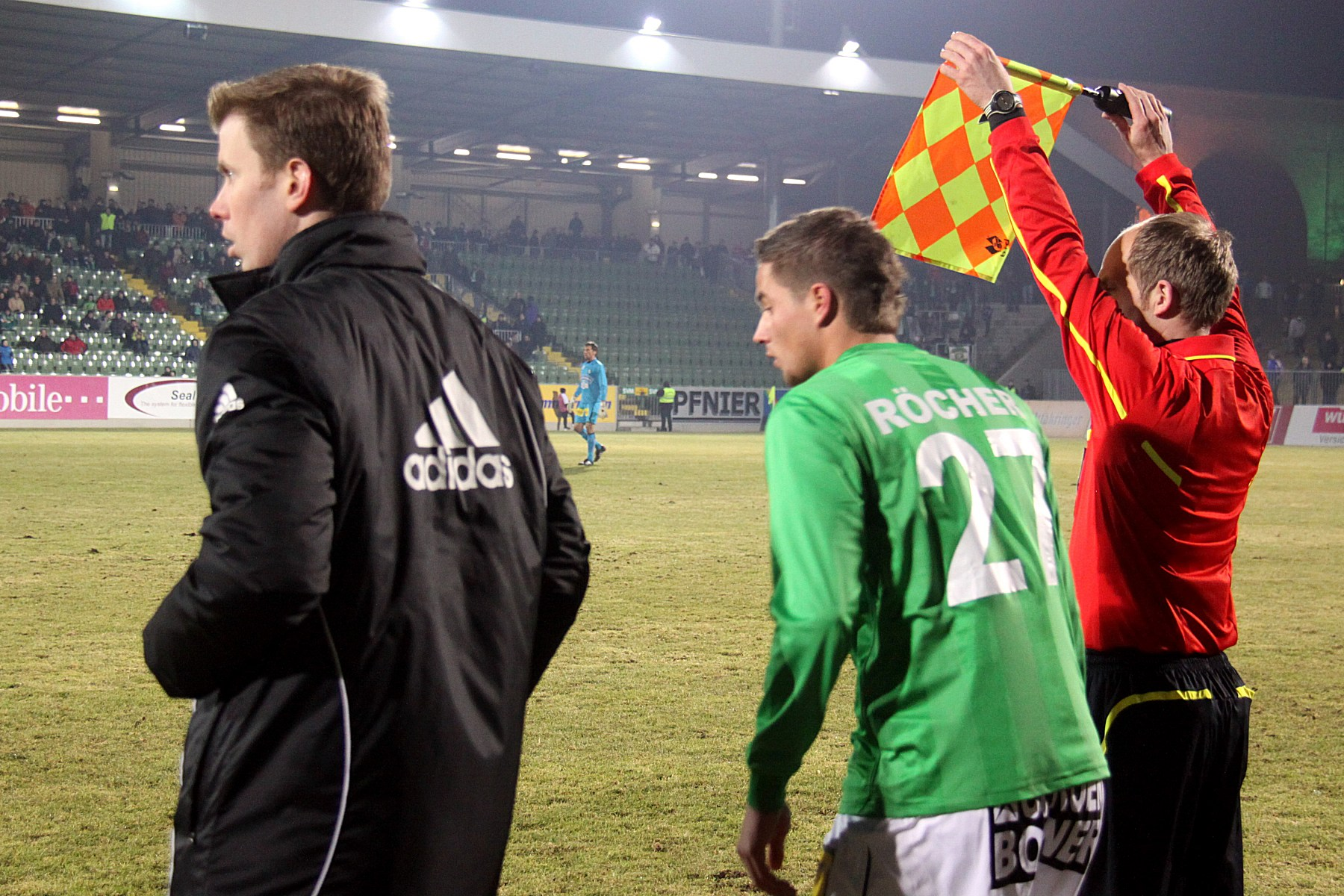
Thorsten Röcher bei der Einwechslung zu seinem Profidebüt am 19. Februar 2011.

Nachdem der aus Gloggnitz stammende Torhüter der SV Mattersburg, Stefan Bliem, seinen Trainer Franz Lederer auf den talentierten Thorsten Röcher bereits aufmerksam gemacht hatte, zeigte sich der Coach des Bundesligisten nach einem Freundschaftsspiel im Juni 2010 gegen den SV Gloggnitz endgültig zuversichtlich. Dennoch kam es erst am 17. Jänner 2011 zum Transfer, da Röcher zuerst seine Ausbildung zum Bürokaufmann abschließen wollte. Allerdings wurde Röcher im Verlauf der Herbstmeisterschaft 2010 weiter von der sportlichen Leitung des Bundesligaklubs intensiv beobachtet. „Ich bin überzeugt, dass er seinen Weg, wenn er gesund und willig bleibt, gehen wird,“ prophezeite ihm Trainer Lederer einen guten Karriereverlauf.
Der Stürmer ließ sich den großen Sprung von der sechsten Leistungsstufe in die Bundesliga nicht anmerken. In den Vorbereitungsspielen empfahl sich Thorsten Röcher bereits mit guten Leistungen – am 21. Jänner 2011 erzielte er beim 1:1-Unentschieden im Testspiel gegen den Zweitlisten TSV Hartberg den ersten Treffer für seinen neuen Klub –, weshalb es nicht verwunderte, dass er bereits in der zweiten Frühjahrsrunde am 19. Februar 2011 zu seinem Profidebüt kam. Im Heimspiel der SV Mattersburg gegen den SK Sturm Graz (1:1) wurde er in der 88. Spielminute anstelle von Róbert Waltner eingesetzt.
Zur Saison 2017/18 wechselte er zum Ligakonkurrenten SK Sturm Graz, bei dem er einen bis Juni 2019 gültigen Vertrag erhielt. Nach einer Saison bei den Steirern wechselte er im Sommer 2018 nach Deutschland zum Zweitligisten FC Ingolstadt 04, bei dem er einen bis Juni 2021 laufenden Vertrag erhielt.
Bei Ingolstadt konnte er sich nicht durchsetzen und erzielte in 17 Ligaspielen nur zwei Tore. Am Saisonende stieg der Stürmer mit dem Verein aus der 2. Bundesliga ab. Daraufhin kehrte er zur Saison 2019/20 leihweise zu Sturm Graz zurück. Bis zum Ende der Leihe kam er zu 23 Bundesligaeinsätzen für die Grazer, in denen er fünf Tore erzielte. Zur Saison 2020/21 kehrte er wieder nach Ingolstadt zurück, wo er jedoch lediglich zu einem Kurzeinsatz im Cup kam. Im Jänner 2021 verließ er die Bayern schließlich endgültig und wechselte zurück nach Österreich, wo er sich dem Wolfsberger AC anschloss, bei dem er einen bis Juni 2022 laufenden Vertrag erhielt. Für die Wolfsberger kam er insgesamt zu 86 Bundesligaeinsätzen, in denen er 14 Tore erzielte. Ab der Saison 2024/25 zählte der Angreifer nur noch zum Kader der Amateure der Kärntner, für die er dreimal in der Regionalliga auflief. Im März 2025 wurde sein Vertrag in Wolfsberg schließlich aufgelöst.
Im Sommer 2025 kehrte Röcher daraufhin zu seinem Stammverein SV Gloggnitz zurück, um seine Karriere in der Regionalliga fortzusetzen.

### Futsal
Thorsten Röcher jagte aber nicht nur am grünen Rasen dem Ball nach, sondern stellte besonders im Futsal mit seinen Brüdern Erich und Jürgen seine Technik unter Beweis. Das „Röcher-Trio“ war maßgeblich dafür verantwortlich, dass der 1. FC Allstars Wiener Neustadt einen österreichischen Meistertitel und einen Vize-Meistertitel feiern durfte, wobei Thorsten mit 104 Treffern besonders hervorstach.
Nach internen Unstimmigkeiten verließen die Röcher-Brüder 2010 den Verein und wechselten zum Nachzügler FC Polonia Wien. Dort nahmen sie Revanche und fügten ihrem Ex-Verein durch drei Treffer von Thorsten Röcher eine bittere 3:4-Heimniederlage zu, womit diese aus dem Titelrennen geworfen wurden. Auf Grund seines mittlerweile beim SV Mattersburg unterschriebenen Profivertrags durfte er in den restlichen Spielen nicht mehr mitwirken, weshalb Polonia Wien nicht über den letzten Platz hinaus kam.

## Erfolge
- Österreichischer Futsal Meister 2008/09 mit dem 1. FC Allstars Wiener Neustadt und Auszeichnung als bester Spieler der Meisterschaft 2008/09
- Österreichischer Futsal Vize-Meister 2009/10 mit dem 1. FC Allstars Wiener Neustadt
- Österreichischer Cup-Sieger: 2018 mit dem SK Sturm Graz